# ʴ
Cette page contient des caractères spéciaux ou non latins. S’ils s’affichent mal (▯, ?, etc.), consultez la page d’aide Unicode.
ʴ, appelée r culbuté en exposant, r culbuté supérieur ou lettre modificative r culbuté, est un symbole de l’alphabet phonétique international. Il est formé de la lettre r culbuté ‹ ɹ › mise en exposant.

## Utilisation
Certains auteurs utilisent ‹ ʴ › dans l’alphabet phonétique international pour représenter la prononciation de voyelles rhotiques. Par exemple, [əʴ] représente une voyelle moyenne centrale rhotique, parfois distincte du symbole [ə˞].

## Représentations informatiques
La lettre modificative r culbuté peut être représenté avec les caractères Unicode suivants (Latin – Lettres modificatives avec chasse) :
| formes       | représentations | chaînes de caractères | points de code | descriptions                            | note                            |
| ------------ | --------------- | --------------------- | -------------- | --------------------------------------- | ------------------------------- |
| modificative | ʴ               | ʴ                     | U+02B4         | lettre modificative minuscule r culbuté | codé pour le symbole phonétique |

## Sources
- (en) International Phonetics Association, Handbook of the International Phonetics Association : a guide to the use of the International Phonetic Alphabet, Cambridge, Cambridge University Press, 1999, 204 p. (ISBN 0-521-63751-1 et 0-521-65236-7, lire en ligne)